# Kavetereng
Kavetereng är en krater i Kenya. Den ligger i länet Turkana, i den centrala delen av landet, 290 km norr om huvudstaden Nairobi. Toppen på Kavetereng är 724 meter över havet.
Terrängen runt Kavetereng är kuperad åt sydväst, men åt nordost är den platt. Runt Kavetereng är det glesbefolkat, med 16 invånare per kvadratkilometer. Trakten runt Kavetereng består i huvudsak av gräsmarker.